# 瓦拉什区
瓦拉什区（烏克蘭語：Вараський район）是烏克蘭羅夫諾州西北部的一個區，與沃倫州及鄰國白俄羅斯接壤，行政中心設於瓦拉什，面积为3,343.8平方公里，人口数量为138,599人（2021年估计）。

## 历史
2020年7月18日烏克蘭行政區重劃，羅夫諾州轄下16個區與4個市整併為4個區，同时成立新的瓦拉什区。

## 行政区划
瓦拉什区下分为8个市镇，以下依市鎮人口由多到少排列：

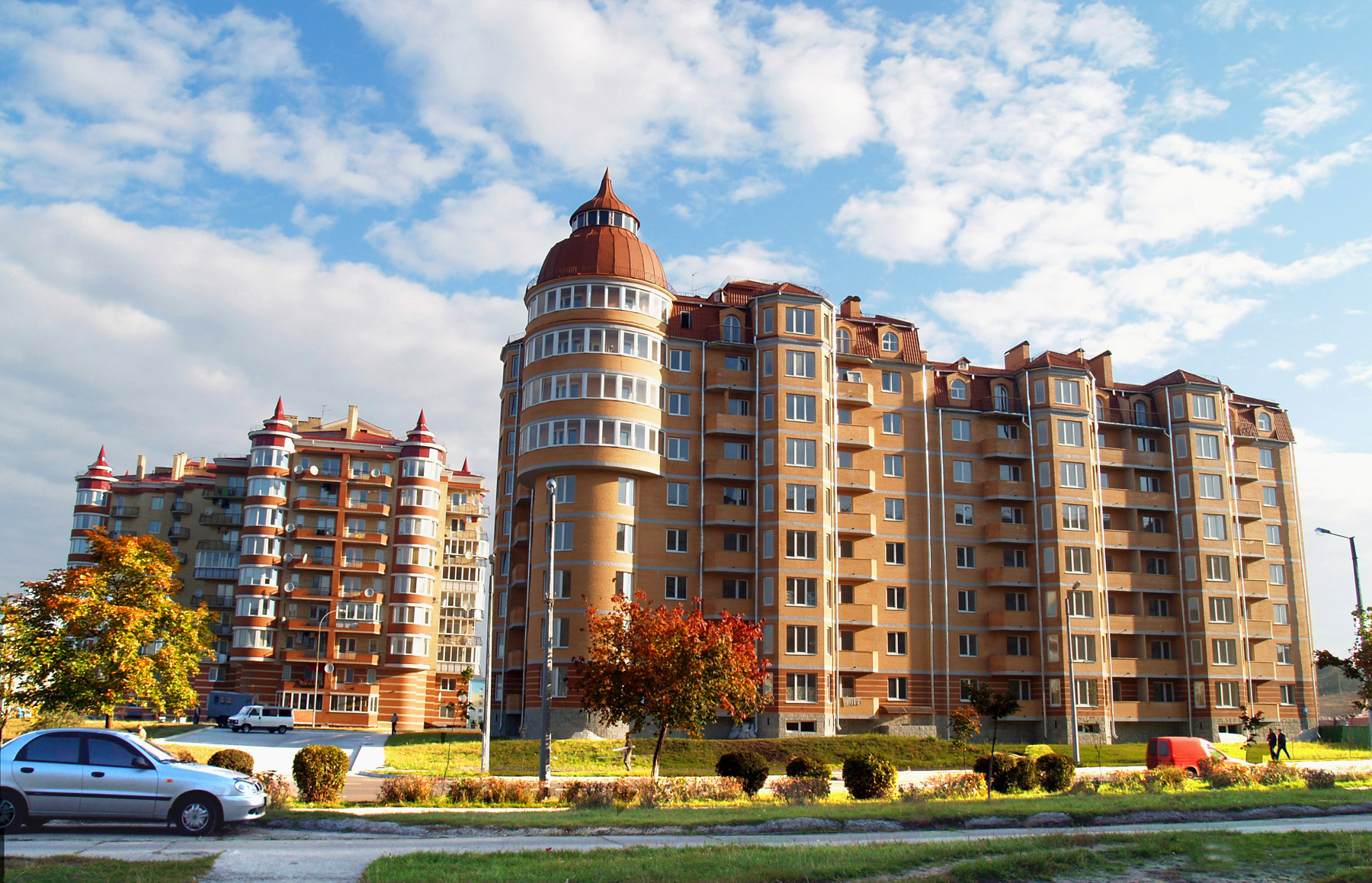
瓦拉什市鎮（烏克蘭語：Вараська міська громада）
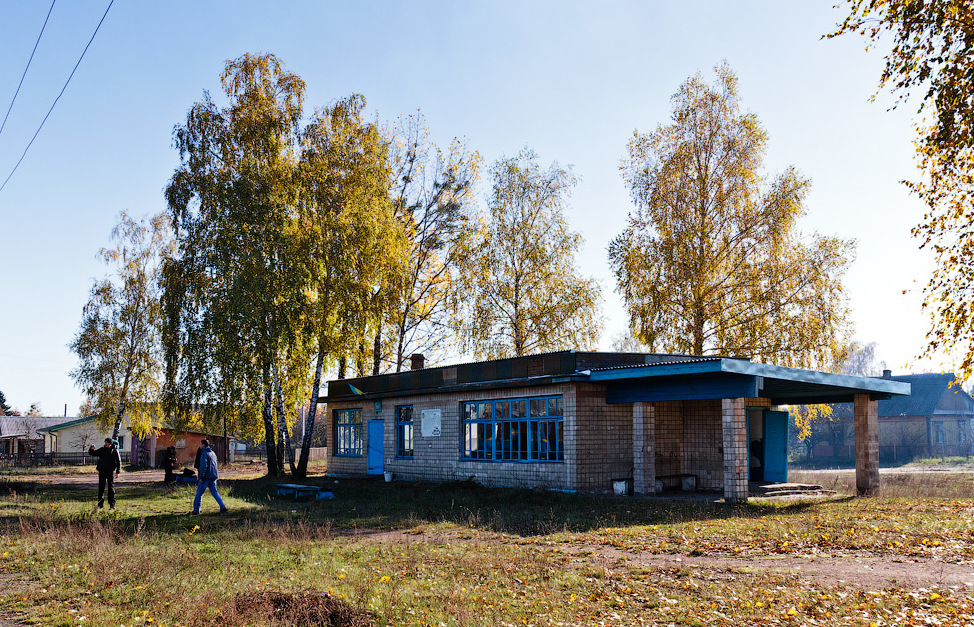
扎里奇內市鎮（烏克蘭語：Зарічненська селищна громада）
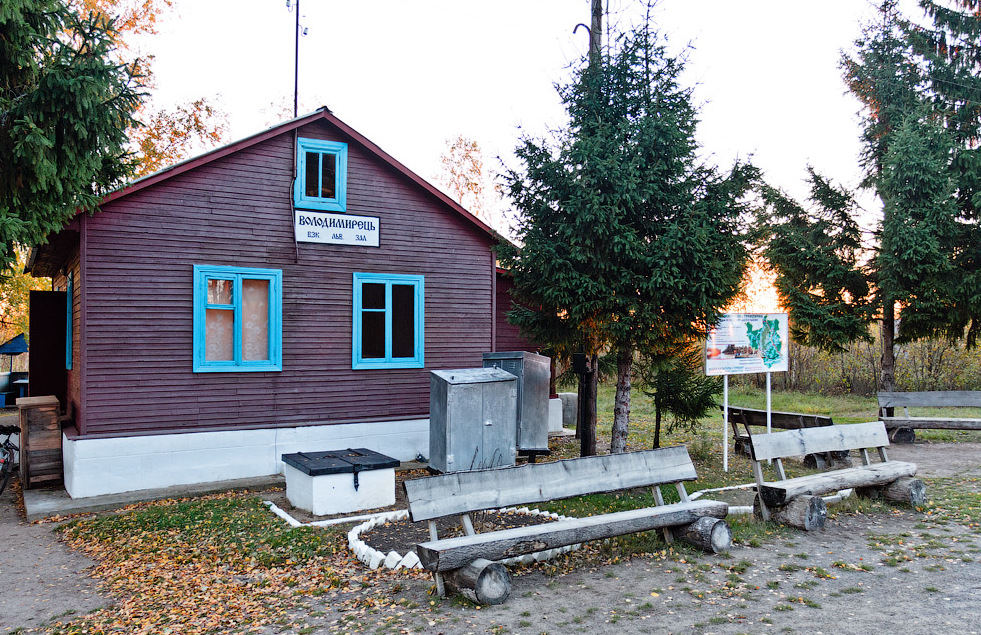
弗拉基米列茨市鎮（烏克蘭語：Володимирецька селищна громада）
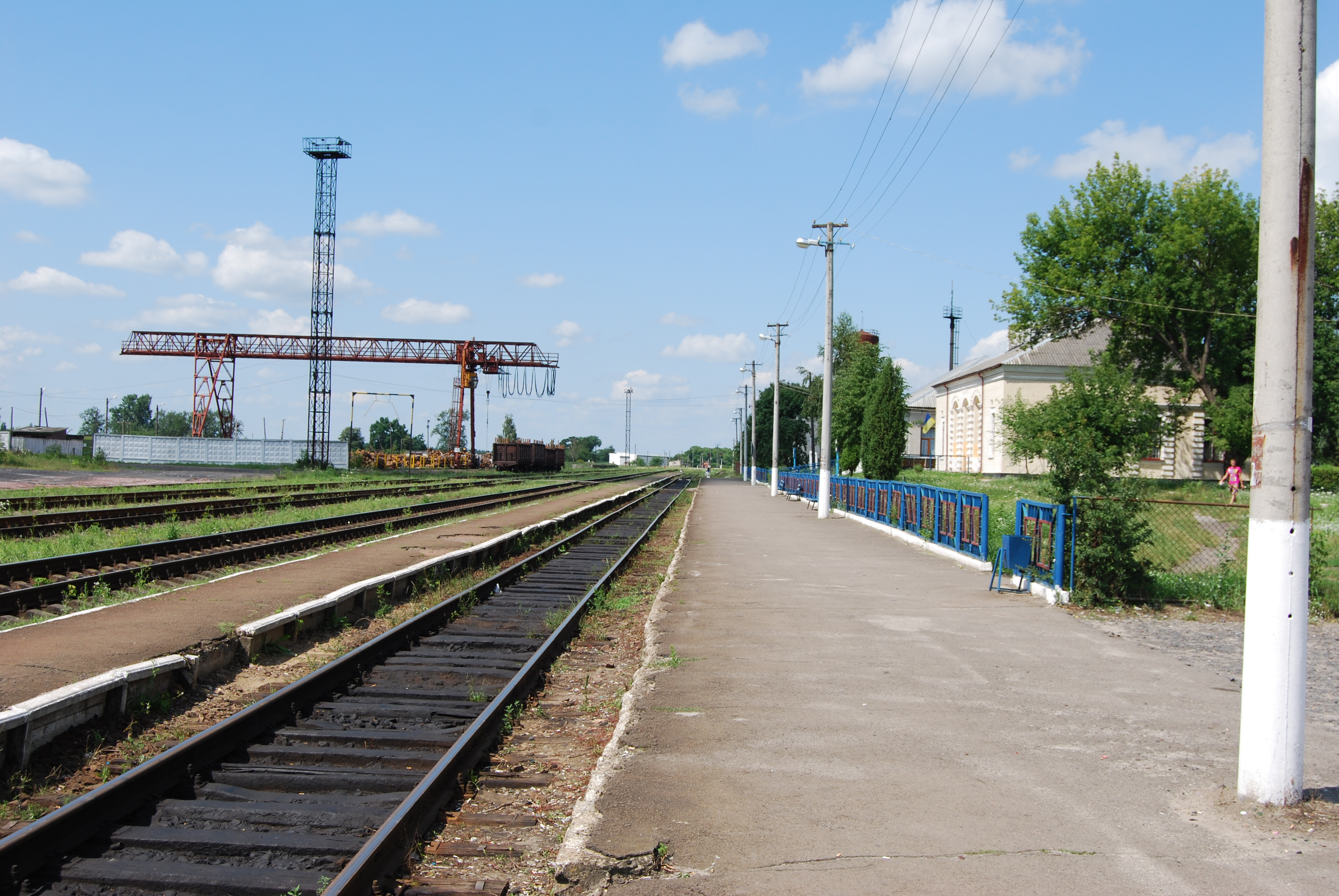
拉法利夫卡市鎮（烏克蘭語：Рафалівська селищна громада）
- 卡諾尼奇市鎮（烏克蘭語：Каноницька сільська громада）
- 洛克尼察市鎮（烏克蘭語：Локницька сільська громада）
- 安東尼夫卡市鎮（烏克蘭語：Антонівська сільська громада）
- 波利齊市鎮（烏克蘭語：Полицька сільська громада）

- 瓦拉什
- 扎里奇內
- 弗拉基米列茨
- 拉法利夫卡